# Święty Konstantyński Order Wojskowy Świętego Jerzego

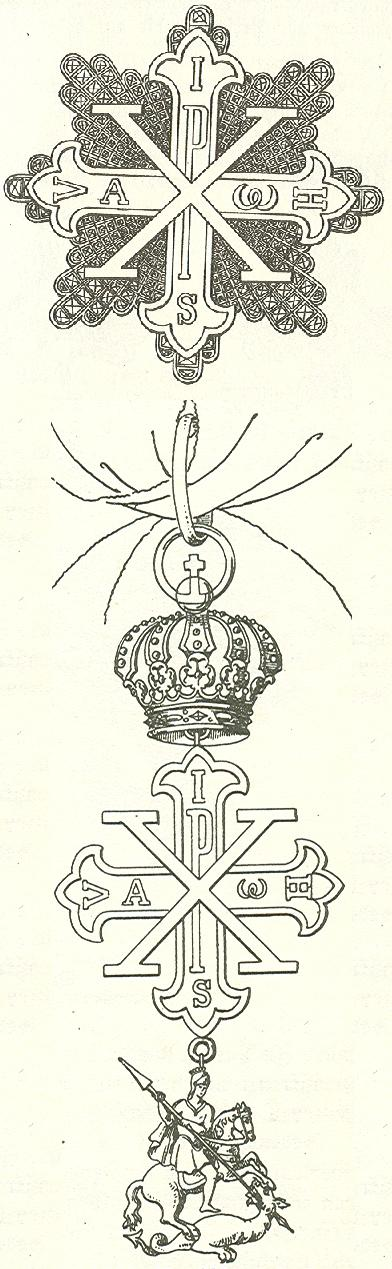
Insygnia Wielkiego Krzyża w XIX wieku

Święty Konstantyński Order Wojskowy Świętego Jerzego (wł. Sacro Militare Ordine Costantiniano di San Giorgio) – parmeński order ustanowiony w 1697 przez księcia Franciszka Farnese. Po zjednoczeniu Włoch został zlikwidowany jako odznaczenie państwowe w 1861 roku i istnieje odtąd jako order domowy dynastii Burbonów: dwóch gałęzi sycylijskich (linii Castro oraz linii Kalabria) i parmeńskiej, ale jedynie order linii Castro został autoryzowany przez rząd włoski w 1963 i uznanany przez Radę Gospodarczą i Społeczną ONZ w 2011.

## Historia
Ustanowiony został jako reaktywacja jednego z najstarszych orderów europejskich, co do którego nazwy i pochodzenia historycy nie są zgodni. Zwany był Orderem Konstantyńskim, Orderem Świętego Konstantyna, Orderem Świętego Jerzego Konstantyńskiego, a także Orderem Świętego Angelusa lub Orderem Złotych Kawalerów, który miał być ustanowiony w 313 roku przez Konstantyna Wielkiego lub 1190 przez Izaaka II Angelosa.

## Podział orderu
- Krzyż Wielki na Łańcuchu
- Wielka Wstęga
- Komandor
- Kawaler I Klasy
- Kawaler II Klasy[7]

|         |          |               |
| Kawaler | Komandor | Wielka Wstęga |

- Złoty Medal Zasługi
- Srebrny Medal Zasługi
- Brązowy Medal Zasługi[8]

| Medal Zasługi |         |         |
| Złoty         | Srebrny | Brązowy |

## Odznaczeni

### Wielcy Mistrzowie
Cesarze rzymscy i ich potomkowie:
- 42 wielkich mistrzów, 313–1697

Władcy Księstwa Parmy:
- 43. Franciszek Farnese, 1697–1727
- 44. Antoni Farnese, 1727–1731
- 45. Karol Burbon, 1731–1759

Władcy Królestwa Sycylii, od 1816 Królestwa Obojga Sycylii:
- 46. Ferdynand I Burbon, 1759–1825
- 47. Franciszek I Burbon, 1825–1830
- 48. Ferdynand II Burbon, 1830–1859
- 49. Franciszek II Burbon, 1859–1861

Order domowy pretendentów do tronu Obojga Sycylii:
- 49. Franciszek Sycylijski, 1861–1894
- 50. Alfons Sycylijski (hrabia Caserty), 1894–1938
- 51. Ferdynand Pius Sycylijski (książę Kalabrii), 1938–1960

Linia książąt Castro:
- 52. Rajner Sycylijski (książę Castro), 1960–1973
- 53. Ferdynand Maria Sycylijski (książę Castro), 1973–2008
- 54. Karol Sycylijski (książę Castro), od 2008[3]

Linia książąt Kalabrii:
- Alfons Sycylijski (książę Kalabrii), 1960–1964
- Karol Sycylijski (książę Kalabrii), od 1964

Władcy Księstwa Parmy, od 1816:
- Maria Ludwika Austriaczka, 1816–1847
- Karol II Parmeński, 1847–1849
- Karol III Parmeński, 1849–1854
- Robert I Parmeński, 1854–1859

Order domowy pretendentów do tronu Parmy:
- Robert I Parmeński, 1859–1907
- Henryk I Parmeński, 1907–1939
- Józef Parmeński, 1939–1950
- Eliasz Parmeński, 1950–1959
- Robert II Parmeński, 1959–1974
- Ksawery Parmeński, 1974–1977
- Karol Hugo Parmeński, 1977–2010
- Karol Ksawery Parmeński, od 2010